# Anatolios (Jurist)
Anatolios (altgriechisch Ἀνατόλιος, latinisiert Anatolius, auch überliefert als Anatolius von Berytus) war ein römisch-griechischer Jurist der Spätantike und einer der Professoren (antecessores) der justinianischen Ära. Er entstammte einer berühmten Juristenfamilie und ging seiner Lehrtätigkeit in der Rechtsschule von Beirut nach. Er gehörte zu den Kompilatoren der Digesten und war Verfasser eines Kurzkommentars zum Codex Iustinianus, überschrieben mit Dig. Constitutio Omnem.
An der von Tribonianus einberufenen und unter seinem Vorsitz geleiteten Kommission nahmen je zwei Antezessoren der beiden Rechtsschulen Beirut und Konstantinopel teil. Der zweite Rechtslehrer aus Beirut war Dorotheos.